# 程祁 (蜀漢)
程祁（？—？），字公弘，程畿子，三國時期蜀漢將領。

## 生平
少時與巴郡楊汰季儒、蜀郡張表伯達、楊戲並知名。楊戲每推以程祁以為冠首，後受諸葛亮賞識。與楊汰皆早亡。程祁死時僅得二十。